# John Schlesinger
John Richard Schlesinger (Londen, 16 februari 1926 – Palm Springs, 25 juli 2003) was een Brits filmregisseur.

## Levensloop
Hij begon als televisieacteur na geslaagd te zijn aan Balliol College, Oxford. Een van zijn eerste films, de documentaire Terminus (1960), leverde hem twee prijzen op: een Gouden Leeuw op het Filmfestival van Venetië en een BAFTA Award voor beste korte film.
Zijn eerste drie films: A Kind of Loving (1962), Billy Liar (1963) en Darling (1965) beschrijven het moderne stadsleven in Engeland. Schlesingers volgende film was een bewerking van Thomas Hardy's roman Far from the Madding Crowd (1967). Schlesingers Midnight Cowboy (1969) had het meeste succes gezien de prijzen: Oscars voor Beste regie en Beste film.
Latere werken waren o.a. Sunday Bloody Sunday (1971), The Day of the Locust (1975), Marathon Man (1976), Yanks (1979), Pacific Heights (1990), en The Innocent (1993).
Schlesinger regisseerde Timon of Athens (1964) voor de Royal Shakespeare Company en de musical I and Albert (1972) aan het Piccadilly Theater in Londen. Vanaf 1973 was hij regisseur bij het National Theatre.
Schlesinger onderging een viervoudige bypass in 1998, twee jaar later had hij een beroerte. Medische voorzieningen werden gestaakt in het Regional Medical Center van Palm Springs op 24 juli 2003, waar hij de volgende dag overleed.

## Filmografie
Speelfilms:
- 1962: A Kind of Loving
- 1963: Billy Liar
- 1965: Darling
- 1967: Far from the Madding Crowd
- 1969: Midnight Cowboy
- 1971: Sunday Bloody Sunday
- 1975: The Day of the Locust
- 1976: Marathon Man
- 1979: Yanks
- 1981: Honky Tonk Freeway
- 1985: The Falcon and the Snowman
- 1987: The Believers
- 1988: Madame Sousatzka
- 1990: Pacific Heights
- 1993: The Innocent
- 1996: Eye for an Eye
- 2000: The Next Best Thing

Televisie
- 1983: Separate Tables
- 1983: An Englishman Abroad
- 1991: A Question of Attribution
- 1995: Cold Comfort Farm
- 1998: The Tale of Sweeney Todd